# Joseph (Utah)
Joseph város az USA Utah államában, Sevier megyében. Lakosainak száma 288 fő (2020. április 1.).

## Népesség
A település népességének változása:
| Lakosok száma | 344  | 342  | 288  |
|               | 2010 | 2012 | 2020 |